# 袁浚楠
袁浚楠（Yuen Tsun Nam，1991年5月24日—），生於香港，香港足球運動員，司職中堅，現時效力香港甲組聯賽球會標準流浪。

## 球員生涯
袁浚楠生於香港，出身自流浪青年軍，直到2009年轉到乙組地區隊會元朗，其後與高俊及袁皓俊一起於2010/11季前轉會期加盟天水圍飛馬，並隨飛馬征戰亞協盃。
在2012年，袁浚楠外借到由年輕球員組成的港菁半季。直到2012年夏天加盟另一支甲組球會日之泉JC晨曦。於2013年夏天短暫外借到甲組升班馬天行元朗。
在2014年夏天，袁浚楠宣佈退役，並於工餘時間以業餘方式效力當時降班至乙組的永義，而其孖生哥哥同樣司職後衛的袁浚東亦與他一同效力永義。

## 國際賽生涯
袁浚楠曾為香港U23代表隊上陣8場並取得兩個入球，他於2011年2月23日香港奧運代表隊於主場對馬爾代夫奧運隊的倫敦奧運外圍賽正選上陣，並於64分鐘接應隊友開出的角球頂進一球，直到下半場補時階段隊友被張志勇入替，不過他因被指離場時拖延時間而被罰黃牌，這亦是他在國際賽中吃下的第一面黃牌。
在2011年11月15日，袁浚楠首次代表香港U21上陣，並於旺角大球場主場與俄羅斯U18國家隊進行友賽。
在2012年月6月24日，袁浚楠首次入選香港U22代表隊，並代表香港出席在老撾舉行的亞洲足協22歲以下錦標賽外圍賽，而他正選上陣四場並取得一個入球。
在2013年月9月4日，袁浚楠再次入選香港U23代表隊，並代表香港出席港澳埠際賽及天津東亞運動會，更在對朝鮮U23時，代替被罰停賽的曾至孝正選上陣。

## 外部連結
- 香港足球總會網頁球員註冊資料（页面存档备份，存于）